# クイズモンスター
クイズモンスター（Quiz Monstar）は、NHKで放送されたクイズ番組である。

## 概要
コンピュータグラフィックスとデジタル合成、バーチャルセットをフル活用して出演者がカードとなるトレーディングカードゲームとクイズを組み合わせた新しいタイプの番組であった。
毎回各界の著名人2名がプレイヤーとなって対戦する。双方、1問毎に手持ちのカードと化したメンバー（プレイヤーの家族や友人・関係者数人）から1組を解答者として出してクイズに解答、負けた方は相手チームに奪われる。これを繰り返して、相手チームのカードを1枚でも多く奪った方が勝ちとなる花いちもんめ風のルールである。プレイヤー自身の知識に加え、各カードの適性を把握して問題内容に適した選択を行うことが要求される。
番組は当初の3回が「番組たまご」の枠において『THEクイズモンスター』として不定期放送され、2007年1月13日から今のタイトルでレギュラー放送を開始した。徳田章が『NHKのど自慢』の司会に転出したことで髙橋美鈴が後任となったのに併せ番組を一部リニューアルしたが、基本は最後まで変わらなかった。
アップテンポな明るいVTR構成であった。2007年5月4日放送は金曜日（みどりの日）の放送で初めてスペシャルの放送をした。

## 放送日時
いずれもJST。
第1回（番組たまご）
総合テレビ：2006年6月4日日曜 0:20 - 1:05（土曜深夜）
第2回（番組たまご）
総合テレビ：2006年8月17日木曜 22:00 - 22:44
第3回（番組たまご）
総合テレビ：2006年11月6日月曜 23:00 - 23:29
このときに現在のスタイルが確立された。
第4回 - 最終回（レギュラー化）
- 総合テレビ：土曜 19:30 - 20:00
- BS2：月曜 15:30 - 16:00
- NHKワールド・プレミアム：金曜 20:00 - 20:30
総合テレビの2007年5月4日（みどりの日）放送された拡大版は、NHKワールド・プレミアムでも5月11日の金曜 19:30 - 20:43に放送された。

## 出演者
司会者
- 恵俊彰（ホンジャマカ）（第1回・第2回）
- 徳田章（第3 - 11回）
- 高橋美鈴（第12回 - 最終回）

ナレーター
いずれも最初から出演。出題VTR担当。
- 関口伸
- 鈴木まどか

## ルール

### 番組たまご（1回目）
- 両者5枚ずつカードを持っていて、ジャンルは「国語」「算数」「理科」「社会」「体育」「芸術」「家庭科」の7種類（全13問）である。
- 先攻のプレイヤーが「ジャンル」と「レベル」を選択する。レベルは1から3まであり、正解ならレベルと同じ枚数のカードを奪う（レベル3の問題に限り、先攻側にのみ解答権がある。正解なら3枚奪えるが、間違うと逆に3枚奪われる。）。
- 相手から奪ったカードでも自分の戦力として使える。
- 勝者は、ベッキーが率いる「レアカード軍団」への挑戦権が与えられる（この時はレアカードは「暫定王者」という位置づけだった）。そして、手持ちのうち5枚を選んでレアカード軍団との対決に臨む。
- 優勝したプレイヤーにはオリジナルトロフィーが与えられる。

### 番組たまご（2回目）
手持ちカードが5枚ずつの点や、ジャンルは番組たまご1回目と同じである。正解すると奪えたカードの枚数分だけそのカードに☆がつく。これが最も多いカードがMVPになる。
- ステージ1
5問出題で同じジャンルは2問まで。正解するとカードを1枚奪える。このステージでは相手から奪ったカードは使えない。
- ステージ2
各ジャンル1問ずつで全7問。ここからは相手から奪ったカードも使える。両プレイヤーに「プラスワンカード」が3枚ずつ配られる。これは劣勢なときにのみ使用可能（ジャンルを選ぶ前に使用する）で、これを使った問題で正解すると2枚奪える。
- ステージ3
1問限定の最終問題。正解ならカードを2枚奪える（もしプラスワンカードを使って正解なら3枚奪える）。同点なら延長戦になる。勝利したプレイヤーにはそのプレイヤーをデザインした大型のトランプが贈られる（MVPにも、サイズは小さいが自分がデザインされたトランプが贈られる）。

### レギュラー放送版
- プレイヤー2人で対戦する。また双方、自分の家族や友人、関係者4組（初期は3組）がカードと化している。
- 最初にジャンルと問題を提示。お互いに出題されたジャンル・問題に答えられそうな1枚を出す。
カードにはあらかじめ得意ジャンル・不得意ジャンル、趣味・特技、事前に行った筆記試験の成績（「国語」「算数」「理科」「社会」「常識」の各ジャンルで、それぞれ10段階で評価）といった情報が書かれているので、それを参考に選出する。
- 出されたカードは1対1でその問題に答える。
出題形式・解答形式は問題によってさまざまである（後述）。
- 勝利したプレイヤーは相手プレイヤーが出したカードを1枚奪うことができる。
奪われたカードは解答権を失う。つまり、相手からカードを奪っても自分の戦力に加えることはできない。
- 出題ジャンルは全部で7ジャンル（初期は8ジャンル）で、基本的に1ジャンルにつき1問出題。
- 1ジャンル目は必ず近似値問題となっている。
- 2ジャンル目出題前に双方に1枚（人）ずつ頭脳明晰な芸能人が「レアカード」として与えられる。1ジャンル目で勝利した方が好きなレアカードを選択し、残った方を相手に渡す。
  - 「レアカード」を出して勝利すると、相手が出したカードに加え追加で1枚奪える（計2枚）。相手に奪われたカードを奪還することも可能である。ただし出して負けると2枚奪われる。
  - 通常のカードは戦力にはできずに捕虜となるが、相手から「レアカード」を奪った場合は自分の戦力にすることができる。
  - 通常のカードは奪われたカードを奪還することはできないが、相手の「レアカード」にクイズで勝利した場合はもう1枚取る際にそれまでに奪われていたカードを奪還する事ができる。
- 5ジャンル目は「クイズ!2人で答えて どれとどれ?!」。プレイヤーにもクイズの解答権が与えられ、出したカードと一緒に答えていく。
- 6ジャンル目以降は「逆転ステージ」として、勝利プレイヤーが相手から奪える枚数が2枚に増える。
「レアカード」使用時は3枚奪える。ただし出して負けると3枚奪われる。
- 先に相手のカードを全部奪う、カードが残っていても逆転不能になった場合[1]、7ジャンル終了時に手持ちのカードが多かったプレイヤーが勝利する。勝利者にはそのプレイヤーがデザイン化された特製大型トランプが贈られる。
- 最終回は「エリート大学出身者軍団」VS「レアカード軍団」という対決であったため、通常の「レアカード」ルールは適用されず、残り3ジャンルからが逆転ステージになった。

### 2007年3月以前に存在したルール
- 6ジャンル目の「捕虜奪還クイズ」の際には、プレイヤー同士が3問の早押しクイズで対決する。双方のプレイヤーは正答した数だけ捕虜を奪還することができる。
  - 捕虜を取られていないプレイヤーにとってはメリットがないが、相手に捕虜を奪還させないためには対決に勝利しなければならない。
  - プレイヤーがクイズに答える唯一の機会であったが、この対決は双方に捕虜が居ない状況では全くの無意味になってしまう。
  - 2007年4月からはプレイヤーが回答に参加する「クイズ!2人で答えて どれとどれ?!」が導入され、「捕虜奪還クイズ」は廃止された。

## 出題・解答形式
近似値クイズ
数字で答える問題が出題される。正解ぴったりもしくは正解により近かった方を勝利とする。
先攻・後攻戦
一問一答式の問題が出題される。2人が交互に、口頭で答えていく。後攻も不正解の場合、先攻に解答権が移る前にヒントが出る事もある。
選んで楽しい四択クイズ
その名の通り四択問題である。2人が交互に選択肢を1個ずつ選んでいく。
○×クイズ
2人同時に解答する。正解数に差が生じた時点で決着するサドンデス方式である。
スリル満点 サドンデスクイズ
2人が交互に、問題が書かれた複数のパネルから1枚を選んで、そのパネルの問題に答えていく（すべての問題を見たうえでどれに答えるか選べる）。先に間違えた方の負け、ただし全ての解答が出た場合は後攻の勝ちとなる。
町の匠（で早押しクイズ）
職人が作っている物は何か、早押しで答える。
1位を当てろ!ランキングクイズ
あるランキングのベスト6を順不同で紹介。より上の順位に入っていると思うものを1つずつ選ぶ。
クイズ!2人で答えて どれとどれ?!
このクイズに限り、プレイヤーとカードの2人掛かりで答えていく。5個の選択肢の中から、プレイヤー・カードがそれぞれ1個を選択する。5個の選択肢の中で正解は2個用意されており、2人が両方共正しい選択肢を選んでいれば勝利の「神経衰弱」方式。片方でも間違っている選択肢を選んでいた場合は相手側に解答権が移る。

## レギュラー放送における対戦
※回数は「番組たまご」における放送からのカウント。
| 回 | 放送日                   | サブタイトル                   | 対戦者（太字が勝者）        | 対戦者（太字が勝者）      | 対戦者（太字が勝者） |
| -- | ------------------------ | ------------------------------ | --------------------------- | ------------------------- | -------------------- |
| 4  | 2007年1月13日            | グルメリポーター対決           | パパイヤ鈴木                | 彦摩呂                    |                      |
| 5  | 2007年1月20日            | お笑い界の雑学王対決           | 小沢一敬 （スピードワゴン） | 東貴博 （Take2）          |                      |
| 6  | 2007年1月27日            | スポーツ界の負けず嫌い対決     | 大林素子                    | 松木安太郎                |                      |
| 7  | 2007年2月3日             | バカキャラクター?対決          | 島崎俊郎                    | 初代林家木久蔵            |                      |
| 8  | 2007年2月17日            | チャンピオン対決               | ガッツ石松                  | 増田英彦 （ますだおかだ） |                      |
| 9  | 2007年2月24日            | マニア対決                     | 関根勤                      | 土田晃之                  |                      |
| 10 | 2007年3月17日            | 和服が似合う芸人さん対決       | 友近                        | 内海桂子                  |                      |
| 11 | 2007年3月31日            | 座長対決                       | 佐藤正宏                    | 八名信夫                  |                      |
| 12 | 2007年4月14日            | モノマネ芸人対決               | コロッケ                    | 原口あきまさ              |                      |
| 13 | 2007年4月21日            | グルメ対決                     | ヨネスケ                    | パパイヤ鈴木              |                      |
| 14 | 2007年4月28日            | 絆対決                         | 吉田秀彦                    | KABA.ちゃん               |                      |
| 15 | 2007年5月4日             | 最強のパパスペシャル           | ガッツ石松                  | タケカワユキヒデ          | オール巨人           |
| 16 | 2007年5月12日            | スポーツど根性対決             | 大林素子                    | 角田信朗                  |                      |
| 17 | 2007年5月26日            | “フカワ”対決                   | 布川敏和                    | ふかわりょう              |                      |
| 18 | 2007年6月2日             | 異種格闘技戦                   | ジャガー横田                | 田中卓志 （アンガールズ） |                      |
| 19 | 2007年6月16日            | 東西師匠対決                   | 西川きよし                  | 立川志の輔                |                      |
| 20 | 2007年6月30日            | 最強のママ対決                 | 北斗晶                      | 三船美佳                  |                      |
| 21 | 2007年7月7日             | 世紀のマジシャン対決           | Mr.マリック                 | マギー司郎                |                      |
| 22 | 2007年7月21日            |                                | 春風亭小朝                  | ルー大柴                  |                      |
| 23 | 2007年8月4日             |                                | 小林幸子                    | 嘉門達夫                  |                      |
| 24 | 2007年8月18日            | 東西メガネ対決                 | 笑福亭笑瓶                  | なぎら健壱                |                      |
| 25 | 2007年9月15日            | 庶民派セレブ対決               | 天野ひろゆき                | 朝丘雪路                  |                      |
| 26 | 2007年9月22日            | 東西グルメ対決                 | 彦摩呂                      | ヨネスケ                  |                      |
| 27 | 2007年9月29日            | 一門VS一座対決                 | 林家木久扇                  | 柴田理恵                  |                      |
| 28 | 2007年10月13日           | 東西劇団（新劇VS新喜劇）対決   | 江守徹                      | 山崎邦正                  |                      |
| 30 | 2007年10月27日           | 東西「弟」対決                 | 中川礼二 （中川家）         | 林家いっ平                |                      |
| 31 | 2007年11月10日           | パパママ対決                   | 千秋                        | ルー大柴                  |                      |
| 32 | 2007年11月17日           | クイズ王VSクイズ女王対決       | ラサール石井                | 麻木久仁子                |                      |
| 33 | 2007年11月24日           | 姉御対決                       | ピーター                    | うつみ宮土理              |                      |
| 34 | 2007年12月8日            | セレブ対決                     | デヴィ夫人                  | 東貴博 （Take2）          |                      |
| 35 | 2007年12月15日           | ものまねする人VSご本人対決     | 野口五郎                    | コロッケ                  |                      |
| 36 | 2008年1月5日             | 演歌界の大御所VS熱烈ファン対決 | 北島三郎                    | 大沢あかね                |                      |
| 37 | 2008年1月12日            | 元スポーツ選手対決             | 松木安太郎                  | 掛布雅之                  |                      |
| 38 | 2008年1月19日            |                                | 石田純一                    | ふかわりょう              |                      |
| 39 | 2008年1月26日            | 夫婦対決                       | 荒俣宏                      | 坂下千里子                |                      |
| 40 | 2008年2月2日             | 料理上手対決                   | グッチ裕三                  | 井森美幸                  |                      |
| 41 | 2008年2月9日             | 56歳の熱血対決                 | 山下真司                    | モト冬樹                  |                      |
| 42 | 2008年2月16日            |                                | 八代亜紀                    | 品川祐 （品川庄司）       |                      |
| 43 | 2008年2月23日            | 竜兵会VS真会対決               | 上島竜兵                    | 野々村真                  |                      |
| 44 | 2008年3月22日 （最終回） | 負けず嫌いの敗者復活戦         | 松木安太郎                  | 蛭子能収                  |                      |

### 「レアカード」として登場したことのある出演者
- テツandトモ
- アンガールズ
- 三倉茉奈・佳奈
- 乾貴美子
- 江口ともみ
- 北野大
- 蛭子能収
- 八代英輝
- 湯浅卓
- 髙田万由子
- ピーター・フランクル
- 江川達也

### 備考
- アナウンサーの髙橋になってからは、番組開始冒頭に「こんばんは高橋美鈴です。ニュースの後はクイズでお楽しみいただきましょう」という一言から始まる。
- 放送済みで引き分けの場合は太字では書いていない。
- 第15回は大型連休特別企画として通常の土曜日ではなく、金曜日に放送時間を2.5倍（19:30 - 20:43）に拡大（ちなみに本来の放送日に当たる5月5日土曜はNHKプロ野球中継・巨人対ヤクルトが充てられた）。この時は3組出場によるトーナメント仕立てとした。
- 島崎と木久蔵は番組たまご時代にも対戦し、このときも木久蔵が島崎の妻を奪って勝った。
- 2007年10月27日放送で総合テレビにおいての字幕放送が表示されないトラブルが発生し、「現在、字幕放送が表示されていません。おわびします」という断りテロップが表示された（アナログ・デジタルとも）。
- 2008年2月16日の回では八代チームが早々と4問目で品川チームのカードをすべて奪い10-0のストレートで勝ってしまったため、残り3問はお蔵入りとなったが、30分の放送時間を埋められなかったのでその中から「老後に海外へ移住するとしたら」というアンケートクイズを視聴者向けに出題した。
- 本番組終了後も正解のチャイム（電子音）と不正解のブザーは同じNHK（BS2、BSハイビジョン→BSプレミアム）で放送される「ザ少年倶楽部」のクイズ・ゲーム対決のコーナーで使われる。

## その他
- この番組の公式ホームページは最後まで設けられなかった。また同一波における再放送も無かった。同様のケースでの他番組にも共通していることだが、カードメンバーとして一般人が出演していることが影響したと考えられる[独自研究?]。
- 福地新体制が発足したNHKでは、2008年度の番組編成に向けた作業を進める中で、従前木曜20時台に放送された『木曜時代劇』を30分に短縮し、この枠に移すことが決まった[2]ことで、終了となった。なお、木曜20時台については若者向けドラマ枠『ドラマ8』とし、第1作としてあさのあつこ原作の『バッテリー』を放送することが2008年1月にNHKから発表された。